# علی صابری
علی صابری (زاده ۵ تیر ۱۳۵۲ تهران) سیاست‌مدار اصلاح‌طلب، عضو هیئت مدیره کانون وکلای دادگستری مرکز و عضو پیشین چهارمین دوره شورای اسلامی شهر تهران است.
وی فعالیت‌های پیگیری نیز در زمینه حقوق معلولان دارد که عضویت در کمیته علمی مؤسسه استثنایی عصای سفید، عضویت در کمیته ۵ نفره تدوین پیش‌نویس قانون جامع حمایت از حقوق معلولین، عضویت در کمیته پیگیری و بهینه‌سازی قانون جامع حمایت از حقوق معلولین در سازمان بهزیستی، ریاست هیئت مدیره شبکه تشکل‌های نابینایان و کم بینایان کشور از آن جمله است.
صابری که از سال ۱۳۸۹ عضو شورای نخبگان حقوقی شهرداری تهران است در دوره چهارم انتخابات شورای شهر تهران به عنوان عضو علی‌البدل از فهرست اصلاح طلبان انتخاب شد. پس از انتصاب مسعود سلطانی‌فر به عنوان معاون رئیس‌جمهور و رئیس سازمان میراث فرهنگی علی صابری جایگزین وی شد و به شورای شهر راه یافت.